# Nicolas Richard (réalisateur)
Ne doit pas être confondu avec Nicolas Richard (écrivain).
Nicolas Richard est un réalisateur français.

## Filmographie
- 2003 : C'est les vacances
- 2003 : Beach Fighter 3
- 2003 : Beach Fighter 2
- 2001 : Beach Fighter
- 2000 : État gris pâle
- 2000 : Les Malheurs de Justine

## Récompenses
- 2002 : au Festival Prototype Vidéo (Paris), pour Beach Fighter, il a remporté le prix Delirium.
- 2002 : à la Nuit du 1er court (Paris), pour Beach Fighter, il a remporté le prix du meilleur court-métrage.
- 2005 : au Festival Courtivore (Rouen), pour Beach Fighter 2, il a remporté le prix du meilleur court-métrage.